# العلاقات البرتغالية الغانية
العلاقات البرتغالية الغانية هي العلاقات الثنائية التي تجمع بين البرتغال وغانا.

## مقارنة بين البلدين
هذه مقارنة عامة ومرجعية للدولتين:
| وجه المقارنة                                              | البرتغال                                                  | غانا         |
| --------------------------------------------------------- | --------------------------------------------------------- | ------------ |
| المساحة (كم2)                                             | 92.21 ألف                                                 | 238.53 ألف   |
| عدد السكان (نسمة)                                         | 10.60 مليون                                               | 26.91 مليون  |
| الكثافة السكانية (ن./كم²)                                 | 114.95                                                    | 112.82       |
| العاصمة                                                   | لشبونة                                                    | أكرا         |
| اللغة الرسمية                                             | اللغة البرتغالية، اللغة الميراندية                        | لغة إنجليزية |
| العملة                                                    | يورو، اسكودو برتغالي                                      | سيدي غاني    |
| الناتج المحلي الإجمالي (بليون دولار)                      | 217.57 مليار                                              | 47.33 مليار  |
| الناتج المحلي الإجمالي (تعادل القوة الشرائية) بليون دولار | 307.82 مليار                                              | 115.41 مليار |
| الناتج المحلي الإجمالي الاسمي للفرد دولار أمريكي          | 19.22 ألف                                                 | 1.37 ألف     |
| الناتج المحلي الإجمالي للفرد دولار أمريكي                 | 28.76 ألف                                                 | 4.08 ألف     |
| مؤشر التنمية البشرية                                      | 0.830                                                     | 0.579        |
| رمز المكالمات الدولي                                      | +351                                                      | +233         |
| رمز الإنترنت                                              | .pt                                                       | .gh          |
| المنطقة الزمنية                                           | توقيت غرب أوروبا، توقيت غرب أوروبا الصيفي، أوروبا/لشبونة ‏ | 00           |

## منظمات دولية مشتركة
يشترك البلدان في عضوية مجموعة من المنظمات الدولية، منها:
| علم المنظمة | اسم المنظمة                               | تاريخ انضمام البرتغال | تاريخ انضمام غانا |
| ----------- | ----------------------------------------- | --------------------- | ----------------- |
|             | مؤسسة التنمية الدولية                     | 29 ديسمبر 1992        | 29 ديسمبر 1960    |
|             | يونسكو                                    | 11 مارس 1965          | 11 أبريل 1958     |
|             | وكالة ضمان الاستثمار متعدد الأطراف        | 6 يونيو 1988          | 29 أبريل 1988     |
|             | الأمم المتحدة                             | 14 ديسمبر 1955        | 8 مارس 1957       |
|             | الفريق المعني برصد الأرض                  | ?                     | ?                 |
|             | الاتحاد البريدي العالمي                   | ?                     | ?                 |
|             | البنك الدولي للإنشاء والتعمير             | 29 مارس 1961          | 20 سبتمبر 1957    |
|             | الاتحاد الدولي للاتصالات                  | 1866                  | 17 مايو 1957      |
|             | منظمة حظر الأسلحة الكيميائية              | ?                     | ?                 |
|             | مؤسسة التمويل الدولية                     | 8 يوليو 1966          | 3 أبريل 1958      |
|             | المركز الدولي لتسوية المنازعات الاستشارية | 1 أغسطس 1984          | 14 أكتوبر 1966    |
|             | منظمة التجارة العالمية                    | ?                     | ?                 |
|             | منظمة الشرطة الجنائية الدولية             | ?                     | ?                 |
|             | البنك الإفريقي للتنمية                    | ?                     | ?                 |

## وصلات خارجية
- موقع وزارة الخارجية البرتغالية
- موقع وزارة الخارجية الغانية